# Dnyeper
A Dnyeper vagy Dnyipro (ukránul: Дніпро Dnyipro; oroszul: Днепр Dnyepr; belaruszul: Дняпро Dnyapro) Európa 4. leghosszabb folyója (a Volga, a Duna és az Urál után) Kelet-Európában.

## Nevének eredete
A folyót Hérodotosz az 5. században Borysthenes néven említi. Mai neve először a római történetíróknál fordul elő, ők Danaper-nek nevezik. Ennek eredete valamilyen indo-iráni nyelvet beszélő néphez, leginkább a szkítákhoz vagy a szarmatákhoz nyúlik vissza. Eredeti formája *dānu-apara azaz „távoli folyó” lehetett. A dan hangalak a középtörök ten szóból is eredhet, ami szintén folyót jelent.[forrás?] Az ószláv feljegyzések Szlavutics néven ismerik.[forrás?]

## Magyar vonatkozások
A magyar őstörténet szempontjából is jelentős szerepet játszik, lásd még Levedi és Álmos fejedelem és Etelköz történelmét (szubbotyici lelőhelycsoport).

## Földrajza

A Dnyeper – a  Volgához és a Daugavához hasonlóan – Oroszország európai felének középső részén, a Valdaj-hátságon ered. Déli irányban halad és a Fekete-tengerbe torkollik. 115 km hosszan Fehéroroszország és Ukrajna közt természetes határvonalat képez.
A folyó utolsó 800 km-e víztározók sorozata. Ezek a duzzasztóművek egyben vízierőművek is és Ukrajna villamosenergia-termelésének 10%-át adják. A legfontosabb víztározók: kijevi (922 km²), kanyivi (582 km²), kremencsuki (2252 km²), kamjanszkei (567 km²), zaporizzsjai (410 km²) és a kahovkai (2155 km²) víztározó. 
A Dnyeper alsó folyásán 1677 km hajózható, és csatorna köti össze a Buggal és a Daugavával.
A Pripjaty (a Dnyeper mellékfolyója) mentén, annak torkolatától mindössze 20 km-re található a csernobili atomerőmű.

### Mellékvizek
Jelentősebb mellékvizei (zárójelben a torkolattól mért távolság):
- Szozs (bal part)
- Druc (jobb part)
- Bjarezina (jobb part)
- Berezina River (jobb part)
- Adamenna (jobb part)
- Kosova (jobb part)
- Bergyanka (bal part)
- Tuhinyka (jobb part)
- Nyehajka (jobb part)
- Uljanavka (jobb part)
- Vodbica (bal part)
- Kucejka (bal part)
- Uhljaszc (bal part)
- Vjazma (bal part)
- Libigy (jobb part)
- Vedrics (jobb part)
- Top (jobb part)
- Arsica (jobb part)
- Krapivnya
- Dubravienka
- Beryozovka
- Mereya (bal part)
- Adrova
- Okra (bal part)
- Bolshoy Vopets
- Verzha
- Vodva
- Volost
- Vopets
- Glibochitsya
- Dabryca
- Dyma
- Kolodnya
- Losmyona
- Maly Vopets
- Nagat
- Nemoshchyonka
- Orleya
- Osma
- Peremcha
- Pochaina
- Solya
- Stabna
- Syrets
- Khmost
- Uzha
- Ustrom
- Serebryanka
- Darnitsya
- Desenka
- Kriva Ruda
- Polovitsya
- Sukhiy Kagamlyk
- Gutlyanka
- Lescha
- Lachva River
- Mokryanka
- Arcislaŭka (bal part)
- Bobrovka
- Rasasienka (bal part)
- Losvinka
- Rzhavka
- Rakutun
- Chernitsa
- Krapivenka
- Ulyanka
- Rdzica
- Chyzhovka
- Pavna
- Charamkha
- Dzebra
- Zadubrovienka River (bal part)
- Dobasna (jobb part)
- Toščyca (jobb part)
- Inhulec (jobb part, 45 km)
- Bazavluk (jobb part, 199 km)
- Bilozerka (bal part, 231 km)
- Kinszka (bal part, 302 km)
- Mokra Moszkovka (bal part, 324 km)
- Vorona (bal part, 392 km)
- Mokra Szura (jobb part, 402 km)
- Szamara (bal part, 409 km)
- Oril (bal part, 491 km)
- Vorszkla (bal part, 514 km)
- Pszel (bal part, 564 km)
- Cibulnik (jobb part, 583 km)
- Tyaszmin (jobb part, 589 km)
- Szula (bal part, 628 km)
- Irklij (bal part, 680 km)
- Zolotonoska (bal part, 697 km)
- Vilsanka (jobb part, 732 km)
- Vilsanka (jobb part, 732 km)
- Szupij (bal part, 737 km)
- Rosz (jobb part, 747 km)
- Trubizs (bal part, 795 km)
- Kraszna (jobb part, 856 km)
- Sztuhna (jobb part, 859 km)
- Vita (jobb part, 888 km)
- Gyeszna (bal part, 920 km)
- Irpiny (jobb part, 948 km)
- Teteriv (jobb part, 984 km)
- Pripjaty (jobb part, 1015 km)
- Pakulka (bal part, 1056 km)

### Átkelők
A folyó alsó szakaszán az átkelési lehetőségek száma korlátozott: a Kahovkai vízerőmű gátján, valamint az Antonyivkai vasúti és közúti hídon lehet átkelni.